# Bhagaritasana

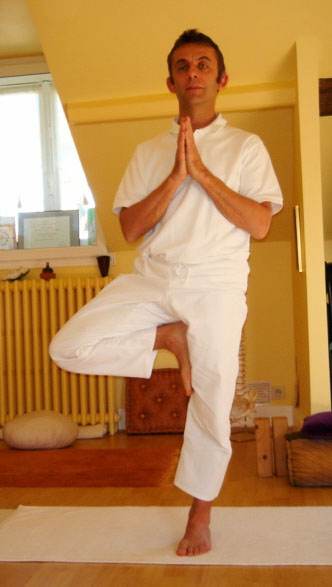
Bhagaritasana, Eénbenige Berg

Bhagaritasana (Sanskriet voor Eénbenige Berg) is een houding of asana.

## Beschrijving
Deze houding wordt staand uitgevoerd. Je begint in de Tadasana (Berghouding) met de voeten naast elkaar stevig op de grond. Zorg dat je knieën iets gebogen zijn en laat je armen langs je lichaam hangen.
Breng je gewicht langzaam over naar je linkervoet. Buig je rechterbeen en pak de enkel met de hand beet. Zet de onderkant van je rechtervoet tegen je linkerdij, met de tenen naar onderen wijzend. Zorg voor een rechte rug.
De handen kunnen nu in namasté gebracht worden, net onder de kin. Het lichaam kan eenvoudiger in balans blijven door de ogen op een vast punt te richten. Houd deze houding enkele in- en uitademingen vast.
Eventueel kan overgegaan worden op de Vrksasana (Boomhouding). Hierna kan de houding aan de tegengestelde zijde ingezet worden.